# Radsone
Radsone(래드손)은 2011년 설립된 한국의 음향 장비·기술 및 모바일 음향 앱 개발사, 혹은 이에서 개발한 모바일 음악 재생 앱이다. 디지털 노이즈 감소를 통한 음질 향상 기술인 DCT(Distinctive Clear Technology)를 개발했다. 이름은 'Radical sound'의 약자로, '근본적인 소리'라는 뜻을 갖고 있다.
2015년 Wi-Fi 무선 리시버 airDAC AD200을 출시했고 2017년에는 킥스타터와 인디고고에서의 크라우드 펀딩을 통해 블루투스 리시버 EarStudio ES100을 출시했다. 
한국의 음악 스트리밍 서비스인 벅스에 해당 기술을 제공하며 외에도 LG전자, Audio-Technica, Astell&Kern 등에 DCT 라이센스를 제공한다.